# Phryxe avida
Phryxe avida là một loài ruồi trong họ Tachinidae.